# Andrew Lloyd Webber
Pour les articles homonymes, voir Webber.
 (mars 2020).
Si vous disposez d'ouvrages ou d'articles de référence ou si vous connaissez des sites web de qualité traitant du thème abordé ici, merci de compléter l'article en donnant les références utiles à sa vérifiabilité et en les liant à la section « Notes et références ».
Œuvres principales
- Jesus Christ Superstar (1971)
- Evita (1978)
- Cats (1981)
- The Phantom of the Opera (1986)

Andrew Lloyd Webber est un compositeur britannique né le 22 mars 1948 à Kensington (Londres, Angleterre, Royaume-Uni), qui s'est surtout rendu célèbre par ses comédies musicales. Il est connu dans le monde entier pour ses succès notamment Cats et The Phantom of the Opera. Ses œuvres font partie des comédies musicales ayant été le plus longtemps à l’affiche.
Andrew Lloyd Webber et ses œuvres ont marqué l’histoire et l’évolution du genre musical de la comédie musicale dès la fin des années 1960, aussi bien à Broadway (New York) qu’au West End de Londres, les deux grands centres de la comédie musicale.
La comédie musicale Cats a connu un énorme succès commercial. Elle détient le record de la comédie musicale ayant la plus longue période de représentation au West End et à Broadway. Cats a rapporté plus de deux milliards de dollars et a été représentée dans plus de trois cents villes attirant plus de cinquante millions d’auditeurs. Elle a été traduite en onze langues.
La comédie The Phantom of the Opera a connu un succès semblable à celui de Cats. Elle est restée à l'affiche durant dix-sept années consécutives au West End et à Broadway. En 2002, lorsque la production de Starlight Express s'est terminée, elle détenait le record de la deuxième plus longue représentation consécutive au West End. Joseph and the Amazing Technicolor Dreamcoat, Jesus Christ Superstar, Evita et Sunset Boulevard ont également connu un important succès international. Entre 1979 et 2004, il y a toujours eu au moins une représentation de Lloyd Webber à l’affiche à Broadway, et à certaines périodes il y en avait deux ou trois. Au West End de Londres, il y a toujours eu une production de Lloyd Webber à l’affiche depuis l’ouverture de Joseph and the Amazing Technicolor Dreamcoat en 1972. En 1991 et en 1997 on comptait six productions de Lloyd Webber à l’affiche en même temps au West End. Par ailleurs, dans les années 1980 et 1990, des productions de Lloyd Webber étaient aussi à l’affiche dans plusieurs pays : Australie, Nouvelle-Zélande, Espagne, Japon, Allemagne, Grèce, Mexique, Chine, Canada, ainsi que dans d'autres villes des États-Unis.
Le succès international de Lloyd Webber tient à sa créativité et à la grande variété de sujets qu’il utilise pour ses œuvres. Ses comédies musicales ont capté l’audience, avec des thèmes à la mode et en phase avec l’époque. Certaines productions mineures de Lloyd Webber ont connu un plus grand succès à l’affiche que certaines productions majeures d’autres compositeurs. Andrew Lloyd Webber a eu une grande influence sur le genre de la comédie musicale.

## Biographie

### Jeunesse et formation (1948-1966)

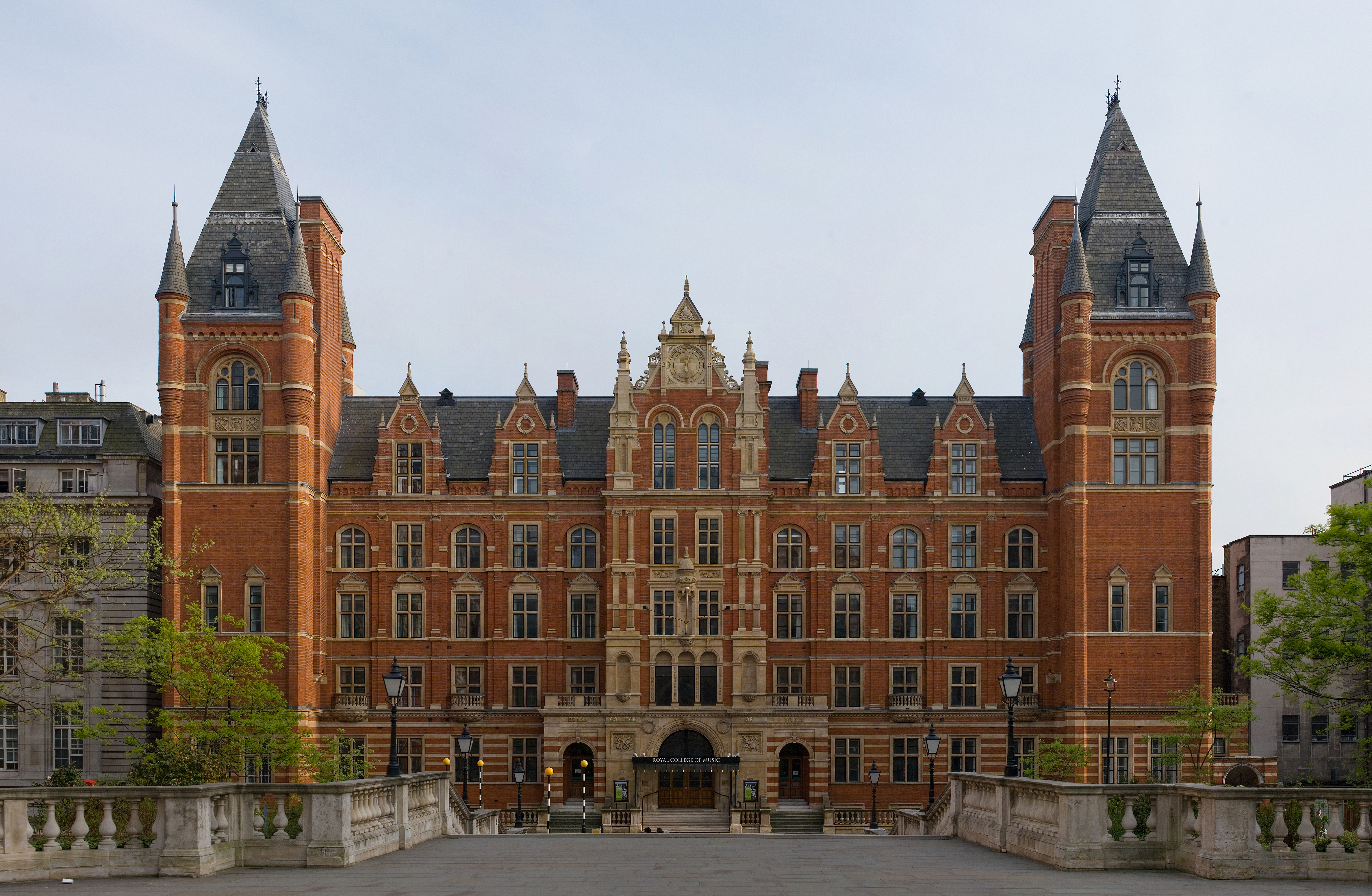
Le Royal College of Music où Andrew Lloyd Webber a étudié la musique.

Andrew Lloyd Webber est né le 22 mars 1948 à Kensington (Londres) en Grande-Bretagne. Il est issu d'une famille de musiciens. Son père William Southcombe Lloyd Webber était un organiste professionnel , compositeur et directeur du Royal College of Music. Sa mère Jean Hermione Webber (née Johnstone) était une professeur de piano célèbre, ayant parmi ses étudiants John Lill. Enfin, son frère cadet, Julian Lloyd Webber, est devenu un interprète de violoncelle renommé au niveau mondial. Les premières compositions de Lloyd Webber étaient écrites pour son petit théâtre de jouet. Il faisait des petites représentations avec son frère Julien pour ses parents et quelques invités. Sa première composition publiée fut dans la revue Music Teacher en 1957, là il y avait une petite suite de six morceaux ayant comme titre Op.1 The Toy Theatre. C’est en allant au West End à Londres avec sa tante Violet qu’il découvrit sa passion pour la comédie musicale. 
Étant donné son intelligence et son talent, Lloyd Webber a fréquenté l’école pour garçons Westminster Underschool en 1961. Un an plus tard, il gagna la bourse Challenge, celle-ci lui imposait de quitter la maison et devenir pensionnaire à l’école, malgré la proximité de son foyer. Lloyd Webber a continué à jouer, écrire et diriger des pièces à l’école. En 1963, il réussit à obtenir un petit contrat avec l’éditeur Noel Gay Organisation. Avec cet éditeur, il réussit à publier un enregistrement de la chanson Make Believe Love. Cet enregistrement capte l’attention de l’agent de littérature et l’éditeur d’Arlington Books, Desmond Elliott. Elliott, qui travaillait avec le jeune parolier Timothy Miles Bindon Rice qui se cherchait un compositeur, a suggéré Lloyd Webber. Rice et Lloyd Webber ont par la suite pris la décision de travailler ensemble. En 1965, Lloyd Webber est allé au Magdalen College d’Oxford pour étudier l’histoire. Après un semestre, il décide de quitter pour continuer son cheminement en musique au Royal College of Music en 1966.

### Début de carrière (1966-1979)

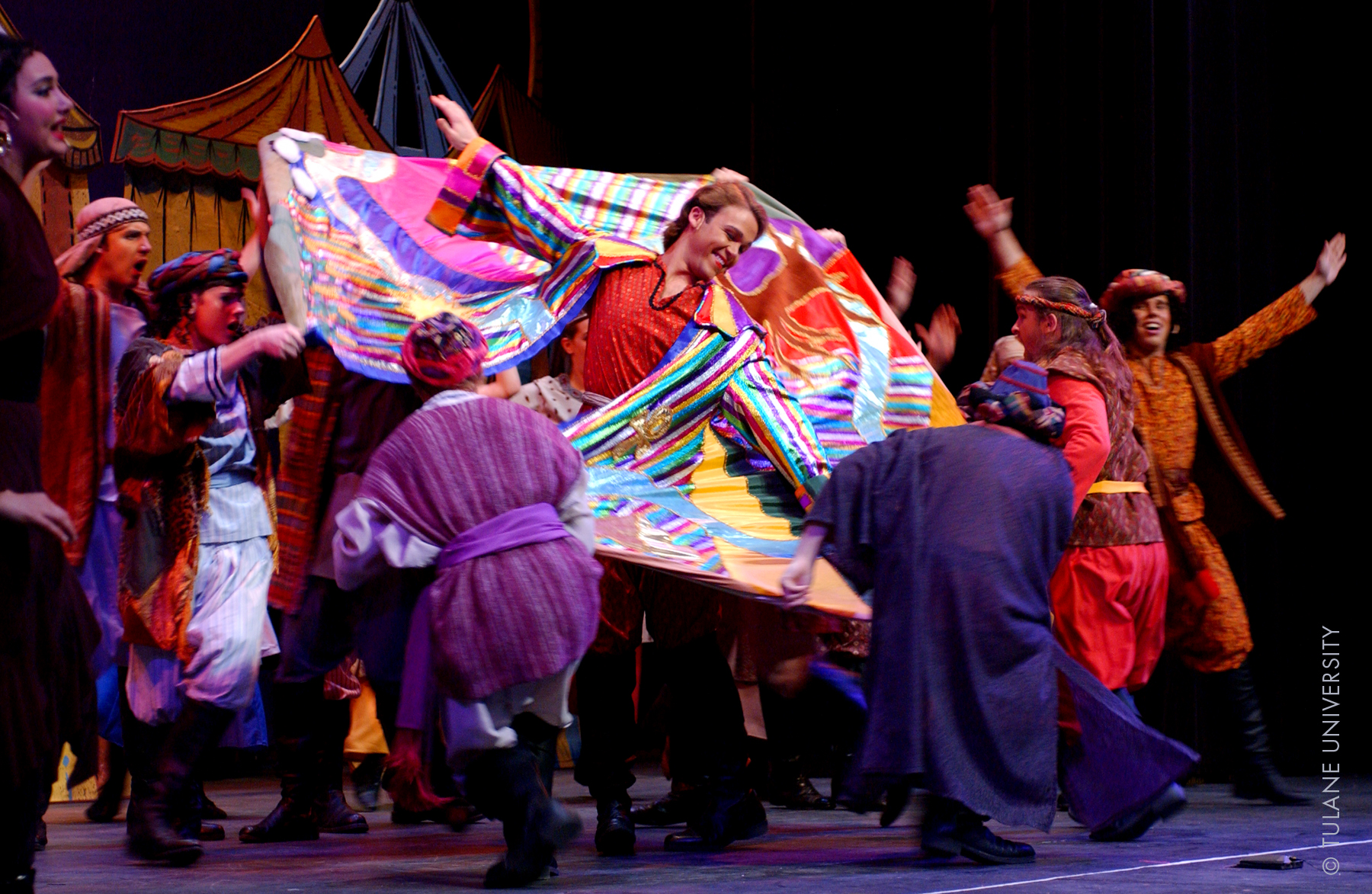
Une scène de la comédie musicale, Joseph and the Amazing technicolor Dreamcoat.

Le premier ouvrage que Lloyd Webber et Rice ont réalisé ensemble était The Likes of Us. Cette petite pièce modeste inspirée de musique du Sud était écrite par le librettiste Leslie Thomas, qui a par la suite connu son succès comme écrivain de roman. Malgré les efforts de Rice et Lloyd Webber, leur première composition n’est jamais montée sur la scène. Comme deuxième collaboration, Lloyd Webber et Rice ont été chargés d’écrire une pièce pour la chorale d’Alan Doggett de la Colet Court School à Hammersmith. La pièce était basée sur l’histoire de l’ancien testament de Joseph et ses frères. Présentée pour la première fois le 1er mars 1968 à un groupe de parents, la pièce Joseph and the Amazing Technicolor Dreamcoat a été bien reçue par le public. Quelques mois plus tard, la pièce était rallongée et représentée à nouveau au Methodist Central Hall de Westminster. Cette fois-ci, la pièce était accompagnée du groupe rock The Mixed Bag.
Cette nouvelle représentation a étonné le critique de musique populaire Derek Jewell. Il écrit un compte rendu positif de la pièce dans le Sunday Times, ce qui donna une attention commerciale à l’œuvre. Par la suite, l’œuvre de Joseph and the Technicolor Dreamcoat a été publiée par l’éditeur Novello. Connaissant maintenant un succès à Londres, Lloyd Webber et Rice ont commencé leur propre entreprise intitulée New Ventures Theatrical Management. Sous la direction de Sefton Myers et son associé David Land, New Ventures Theatrical Management ont préparé Lloyd Webber et Rice à monter sur les planches leurs prochaines comédies musicales, dont Jesus Christ Superstar. En 1969, une seule chanson de l’album a été publiée sur une émission de télévision de David Frost. Cette promotion a généré de nombreuses ventes de la chanson et a encouragé Lloyd Webber et Rice à compléter l’album en entier. En 1970, la comédie musicale mettant en scène les derniers jours de la vie de Jésus a connu un grand succès sur les scènes anglaises et américaines. Parmi les premiers artistes en vedette on trouve Yvonne Elliman dans le rôle de Marie Madeleine, Murray Head comme Judas et Ian Gillan en tant que Jésus. Le potentiel de profit de l’œuvre a attiré l’attention de l’impresario Robert Stigwood. Il mit en scène sous la direction de Tom O'Horgan une version extravagante de la comédie musicale au Mark Hellinger Theatre de New York en 1971. Un an plus tard, Jesus Christ Superstar a été représenté à Londres sous la production de Jim Sharman. En 1972, une autre production américaine fut mise en scène à Universal City en Californie. La production comptait comme artistes Ted Neeley (Jésus), Carl Anderson (Judas) et Yvonne Elliman (Mary Magdalen). Les mêmes artistes ont joué dans la version cinématographique de la comédie musicale qui fut dévoilée à l’écran en 1973. Le film était produit par Robert Stigwood Organisation et a été tourné en Israël. À l’âge de 24 ans, Lloyd Webber et Rice ont obtenu un succès à Broadway, au West End et au cinéma grâce à Jesus Christ Superstar. Le grand succès de Superstar a ramené sur scène l’ouvrage précédent Joseph and the Amazing Technicolor Dreamcoat grâce au thème religieux présent dans les deux œuvres. Joseph fut présenté au Edinburg Festival, par la suite au Roundhouse à Londres et enfin au West End au Albery Theatre. Il y a eu 243 représentations au West End. La comédie musicale était connue par presque chaque enfant en Grande-Bretagne puisqu’elle était souvent reproduite par des écoles comme production amateur.
En 1972, Lloyd Webber était maintenant marié avec Sarah Jane Tudor Hugil, qu’il avait rencontré à une fête à Oxford en 1970. Rendu en 1973, Lloyd Webber avait un succès financier. Il s’est acheté un manoir au Hampshire et a commencé une collection d’œuvres d’art. En 1975, Lloyd Webber a subi un échec avec la production de Jeeves. Faite en collaboration avec Alan Ayckbourn, la production ne fut à l’affiche au Her Majesty’s Theatre au West End que pour un mois. En 1976, Lloyd Webber et Rice dévoilent les chansons de la future production d’Évita qui montera sur scène seulement en 1978. Les chansons Don't Cry for Me, Argentina interprétée par Julie Covington et Another Suitcase in Another Hall interprétée par Barbara Dickson furent publiées par le label MCA. En 1977, Lloyd Webber écrit une variation du Caprice de Paganini en La mineur pour son frère Julien. Ayant comme titre Variations, la pièce fut jouée à Sydmonton, publiée sous forme de disque en 1978 et est devenue par la suite la chanson thème de l’émission de télévision The South Bank Show. En juin 1978, Évita est présenté en première sur scène au Prince Edward Theater au West End de Londres. La production a été représentée 2 900 fois jusqu’en 1986. En 1979, Évita est monté sur scène au Broadway de New York pendant quatre années consécutives, la piece reçut là six prix au Tony Awards.

### Un nouveau départ (1980-1989)

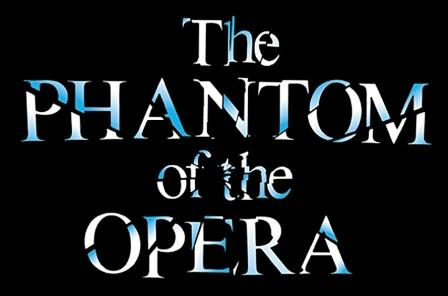
Logo de la comédie musicale du Phantom of the Opera.

La production d’Évita était la dernière collaboration de Rice et Lloyd Webber. Au début des années 1980 Lloyd Webber commence à travailler sur un cycle de chansons intitulé Tell Me on a Sunday. Ce cycle de chanson fut écrit par le parolier Don Black. La première production de concert eut lieu au Royalty Theatre à Londres en janvier 1980. En février de cette année, le concert fut diffusé à la télévision britannique. Deux ans plus tard, en avril 1982 le cycle de chansons est monté sur les scènes de Londres avec les œuvres Song and Dance et les Variations. En mai 1981, la comédie musicale Cats fut dévoilée au New London Theatre. La comédie connut un grand succès avec son mélange de poésie de T.S. Eliot et de chorégraphie de Gillian Lynne. En octobre 1981, Cats fut donné en première à Broadway, à New York. À cette date, Lloyd Webber avait trois comédies musicales à l'affiche à New York, Joseph and the Amazing Technicolor Dreamcoat, Evita et Cats. En juillet 1983, le premier mariage de Lloyd Webber s’est terminé par un divorce après douze ans de vie commune et deux enfants. La nouvelle entreprise de Lloyd Webber du Really Useful Company prit de l’ampleur lorsque Lloyd Webber a acheté des actions du Palace Theatre à Londres. Son enthousiasme pour l’entreprenariat a fait de Lloyd Webber un homme d’affaires accompli. C’est lors d’un voyage en train à vapeur avec ses enfants que Lloyd Webber fut inspiré pour son prochain projet. Starlight Express qui était une petite comédie musicale pour enfants ayant peu de comédiens reçut un trait d’extravagance sous la direction de Trevor Nunn. La première de la comédie eut lieu en mars 1984 à l'Apollo Victoria Theatre; la reine Élisabeth II était présente, et ce fut aussi une occasion pour présenter la nouvelle épouse de Lloyd Webber, Sarah Brightman. Les deux s’étaient mariés le matin-même de la première.
La prochaine œuvre de Lloyd Webber était une messe de requiem, composée à la mémoire de son père, mort en octobre 1982. L’œuvre fut présentée en février 1985 à l’église Saint Thomas Episcopal de New York. Ayant en vedette le chef d’orchestre Lorin Maazel et les solistes Plàcido Domingo, Sarah Brightman et Paul Miles-Kingston, la première fut diffusée sur les ondes de Omnibus en Angleterre. En avril 1985, la première britannique du Requiem fut présentée à la Westminster Abbey. Le Pie Jesu Domine en particulier est devenu célèbre.
Comme promotion pour sa prochaine grande comédie musicale, Lloyd Webber a dévoilé deux chansons individuelles du Phantom of the Opera qui étaient une adaptation du roman de Gaston Leroux. L'une des chansons était All I Ask of You et fut interprétée par Sarah Brightman et Steve Harley. Finalement en octobre 1986, The Phantom of the Opera reçut sa première au Her Majesty's Theatre à Londres. En 1987, la production Broadway de Starlight Express commença au Gershwin Theatre.
En janvier 1988, la production Broadway du Phantom of the Opera fut dévoilée au Majestic Theatre. La production fut bien reçue par la foule et est toujours en reproduction à ce jour. Les deux productions de Starlight et Phantom diffèrent beaucoup par le style et le genre musical, ce qui explique la différence entre l'appréciation du public. Aspects of Love, un travail commencé au début des années 1980 fut complété et dévoilé au Prince of Wales Theatre (« Théâtre du Prince de Galles ») en avril 1989. La production donnait l’impression au public qu’elle était inspirée des problèmes personnels que vivait Lloyd Webber à ce moment avec le divorce de sa deuxième épouse. Aspects n'est resté qu'un an aux États-Unis, à comparer aux quatre années de l’Angleterre. Une tournée a suivi en Grande-Bretagne.

### Les grands succès (depuis 1990)

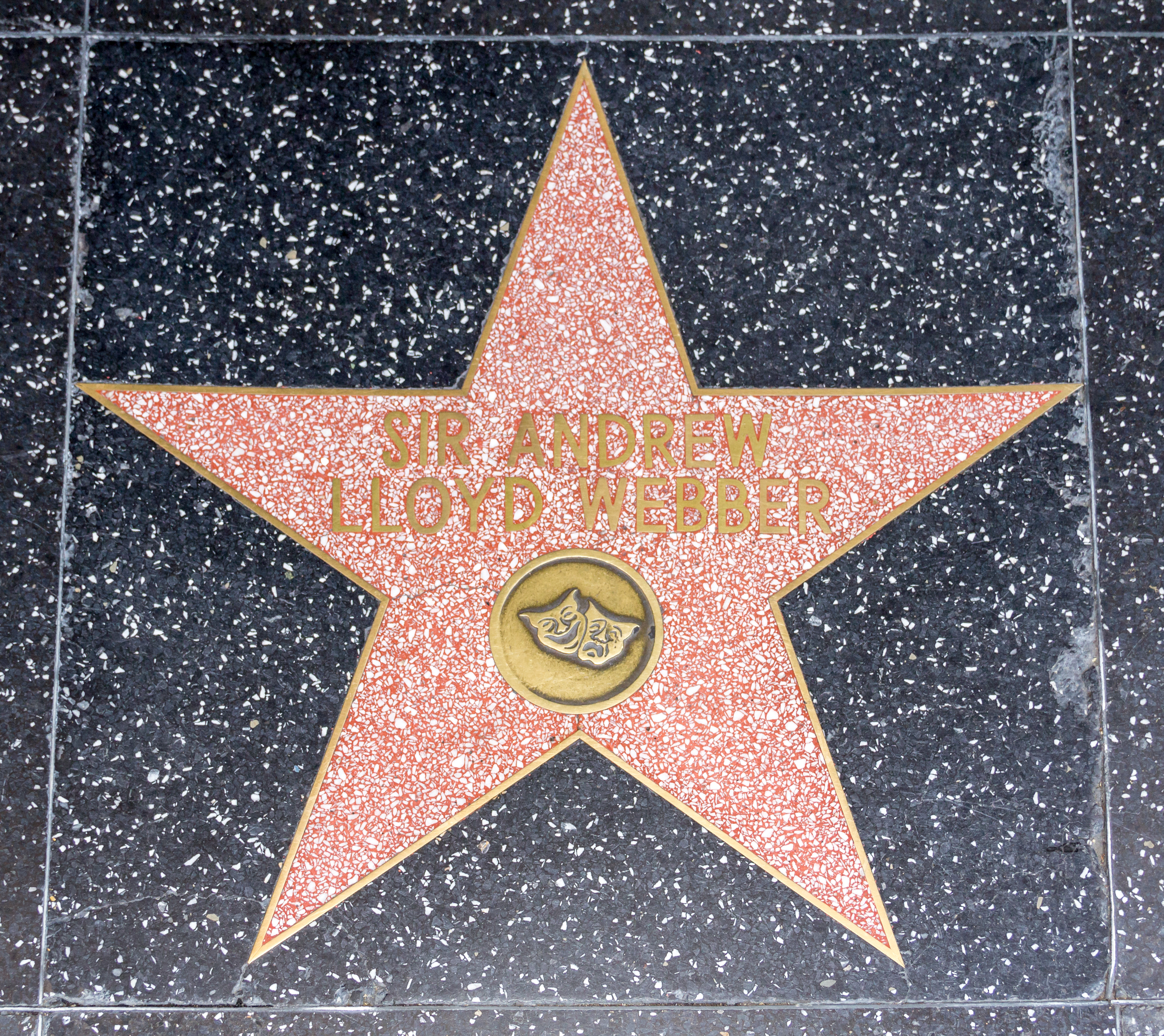
Une étoile sur le Hollywood Walk of Fame au nom d'Andrew Lloyd Webber.

En novembre 1990, Lloyd Webber et Sarah Brightman divorcent. Quelques heures après le divorce, Lloyd Webber annonce qu’il va épouser Madeleine Astrid Gurdon. Ils se marient en février 1991. Après le mariage est venue l’idée d’une nouvelle comédie musicale qui serait inspirée
du classique d’Hollywood de Billy Wilder intitulé Sunset Boulevard. La conception de cette comédie avait déjà été travaillée par Lloyd Webber et Don Black en 1979, mais avait avorté. En 1990, une production complète fut montée pour le festival Sydmonton. La production mettait en vedette Patti LuPone et Kevin Anderson. Sunset Boulevard reçut sa première au West End en juillet 1993. Une production  américaine fut dévoilée en décembre 1993 au Shubert Theatre (en) à Los Angeles. En décembre 1994, la comédie musicale Évita de Lloyd Webber a été réalisée comme version cinématographique. Le film a reçu le prix de meilleur chanson originale au Academy Award pour la chanson You Must Love Me, ainsi qu’un Golden Globe pour Madonna étant la meilleure comédienne dans une comédie musicale. Le projet suivant de Lloyd Webber fut Whistle Down the Wind qui ouvrait au National Theatre à Washington DC en décembre 1996. La production avait comme but de se rendre au Broadway mais ne l'a jamais atteinte. Elle est venue à une fin trois mois plus tard. Une révision de la production a ensuite été effectuée et la production s’est ouverte au West End en 1998 et est restée à l’affiche jusqu’en 2001. Lloyd Webber s’est ensuite réessayé avec une production de By Jeeves en 1996, mais celle-ci est venue à une fin en 1997. Cette année a aussi marqué la fin de Sunset Boulevard à Broadway et au West End. Pendant ce temps, la production de Cats tenait le record pour la plus longue période à l’affiche au Broadway, elle s’est terminée en 2001. En 1997, malgré la fermeture de plusieurs productions, Lloyd Webber connait un succès autre que dans le domaine de la comédie musicale. Il est nommé Baron et est aussi nommé à la House of Lords du parlement britannique. En 1997, la valeur monétaire associée au nom de Lloyd Webber est de près de 550 millions de livres sterling. Son entreprise du Really Useful Theatre Company possède un total de dix théâtres dans le West End de Londres. En 2000, Lloyd Webber dévoile The Beautiful Game au Cambridge Theatre
de Londres. Les représentations se terminent en 2001 au West End comme le fait Starlight Express et Whistle Down the Wind. En 2002, Cats
tire à sa fin aussi au West End. La seule production de Lloyd Webber qui demeure à l’affiche de Broadway et du West End est celle du Phantom of the Opera.
En 2004, Lloyd Webber a été réalisateur et directeur pour la version cinématographique de la comédie musicale du Phantom of the Opera. Le film met en vedette Gerard Butler et Emmy Rossum. En 2010, Lloyd Webber écrit une comédie musicale servant de suite à l’histoire The Phantom of the Opera ayant comme titre Love Never Dies. Le 23 avril 2024, il est admis au sein de l'Ordre de la Jarretière, la plus haute distinction honorifique britannique.

### Vie personnelle
Lloyd Webber a été marié trois fois. Il se marie avec Sarah Hugill le 24 juillet 1971 et ils divorcent le 14 novembre 1983. Plus tard, il se marie avec la chanteuse Sarah Brightman le 22 mars 1984 dans le Hampshire. Ils divorcent le 3 janvier 1990, mais ils restent amis proches. Il se marie avec sa femme actuelle, Madeleine Gurdon, à Westminster le 9 février 1991.
Lloyd Webber a cinq enfants, deux avec sa première femme et trois avec sa dernière épouse. Le 26 mars 2023, il annonce que son fils aîné, Nick, malade depuis dix-huit mois, a succombé d'un cancer.

## Comédies musicales

### Composition de la musique
Le nom du parolier est donné entre parenthèses.
- The Likes of Us (1965) (Tim Rice)
- Joseph and the Amazing Technicolor Dreamcoat (1968) (Tim Rice)
- Jesus Christ Superstar (1971) (Tim Rice)
- Jeeves (1975), puis une nouvelle version retravaillée : By Jeeves (1996) (Alan Ayckbourn) (d'après les romans de P. G. Wodehouse)
- Evita (1976) (Tim Rice), inspiré de la vie d'Eva Perón
- Cats (1981) (d'après les poèmes de T. S. Eliot de 1939)
- Tell Me on a Sunday (1979) (Don Black), qui deviendra ensuite Song and Dance (1982)
- Starlight Express (1984) (Richard Stilgoe)
- Requiem (1985), Placido Domingo, Sarah Brightman, Paul Miles-Kingston, Winchester Chamber Choir, English Chamber Orchestra, direction : Lorin Mazel, EMI
- The Phantom of the Opera (1986) (Richard Stilgoe/Charles Hart) (d'après le roman de Gaston Leroux de 1910)
- Aspects of Love (1989) (Don Black/Charles Hart) (d'après le roman de David Garnett)
- Sunset Boulevard (1993) (Don Black/Christopher Hampton) (d'après le film de Billy Wilder)
- Whistle Down the Wind (première version 1996, seconde version et enregistrement officiel en 1998) (Jim Steinman) (d'après le roman de Mary Hayley Bell)
- The Beautiful Game (2000) (Ben Elton)
- The Woman in White (2004) (David Zippel) (livret de Charlotte Jones, d'après le roman de Wilkie Collins)
- Love Never Dies (2010) (Glenn Slater) (livret de Glenn Slater, Ben Elton et Andrew Lloyd Webber)
- Wizard of Oz (2011) (livret par Andrew Lloyd Webber et Jeremy Sams)
- Stephen Ward (2013) (livret de Christopher Hampton et Don Black)
- School of Rock (2015) (d'après le film de Richard Linklater) (paroles par Glenn Slater, livret par Julian Fellowes)
- Cinderella (2021) (livret d'Emerald Fennell)

## Comédies musicales adaptées pour le cinéma
- Jesus Christ Superstar (1973)
- Evita (1996)
- Joseph and the Amazing Technicolor Dreamcoat (1999)
- Le Fantôme de l'Opéra (2004)
- Cats (2019)

## Citation
- Not every one in New York would pay to see Andrew Lloyd Webber, may his trousers fall down as he bows to the Queen and the Crown : première ligne de la chanson Chocolate Cake du groupe Crowded House sur l'album Woodface.
- LLoyd-Webber's awful stuff runs for years and years and years, an eathquake hits the theater [...] it's a miracle : dernier couplet de la chanson It's a Miracle de Roger Waters dur l'album Amused to Death.

## Dans la culture populaire
- Andrew Lloyd Webber est le concurrent sérieux de Maxwell Sheffield dans la série des années 1990, Une nounou d'enfer. Il n'y apparaît jamais mais il y a plusieurs références à lui et ses œuvres dans la série.
- Le personnage de « Andrew Lloyd Webber » joué par le comédien Paul F Tompkins est un personnage récurrent du podcast et de la série Comedy Bang Bang. Il est également apparu entre autres dans le Pod F Tompkast, podcast du comédien lui-même.

## Distinctions
- Docteur honoris causa du Royal College of Music (2016)[5]

### Nomination
- Golden Globes 2020 : Meilleure chanson originale pour Beautiful Ghosts dans Cats

## Décorations

### Décorations britanniques
- Chevalier de l'ordre de la Jarretière (23 avril 2024)